# Combocerus
Combocerus är ett släkte av skalbaggar som beskrevs av Ernest Marie Louis Bedel 1868. Combocerus ingår i familjen trädsvampbaggar.
Släktet innehåller bara arten Combocerus glaber.